# 커피 한잔이 섹스에 미치는 영향
《커피 한잔이 섹스에 미치는 영향》(영어: Concussion)은 2013년 공개된 미국의 드라마 영화이다.

## 출연
- 로빈 와이거트
- 매기 시프
- 줄리 페인 로런스
- 조너선 차이코프스키
- 저넬 멀로니
- 펀다 듀발
- 클로딘 오헤이언
- 에밀리 키니
- 매런 셔피로
- 마이카 셔피로
- 벤 솅크먼
- 대니얼 런던
- 케이트 로갤
- 애나 조지
- 트레이시 치모
- 라일라 로빈스

## 기타 제작진
- 배역: 앤 데이비슨
- 미술: 리사 마이어스
- 의상: 제니퍼 벤틀리
- 음향 감독: 제이컵 리비코프